# Mona Van Duyn
Mona Van Duyn (Waterloo, 9 maggio 1921 – University City, 2 dicembre 2004) è stata una poetessa statunitense.

## Biografia
Mona Van Duyn nacque e crebbe in Iowa, laureandosi e ottenendo il dottorato all'Università dello stato. Nel 1946 iniziò ad insegnare con il marito all'Università di Louisville. Successivamente insegnò all'Università di Washington fino al pensionamento nel 1990.
Apprezzata poetessa, la Van Duyn vinse tutti i maggiori riconoscimenti letterari del Paese, tra cui il National Book Award (1971), il Premio Bollingen per la poesia (1971) e il Premio Pulitzer per la poesia per la raccolta Near Changes (1991). Tra il 1992 e il 1993 fu la poetessa laureata degli Stati Uniti. Nel 1996 fu eletta membro dell'American Academy of Arts and Sciences.
Morì di cancro nel 2004 all'età di ottantatré anni.

## Opere
- Valentines to the Wide World, 1959
- A Time of Bees, 1964
- To See, To Take: Poems, 1970
- Bedtime Stories, 1972
- Merciful Disguises: Poems Published and Unpublished, 1973
- Letters From a Father, and Other Poems, 1982
- Near Changes, 1990
- Firefall, 1992
- If It Be Not I: Collected Poems, 1959-1982, 1994
- Selected Poems, 2003